# 알다브라코끼리거북

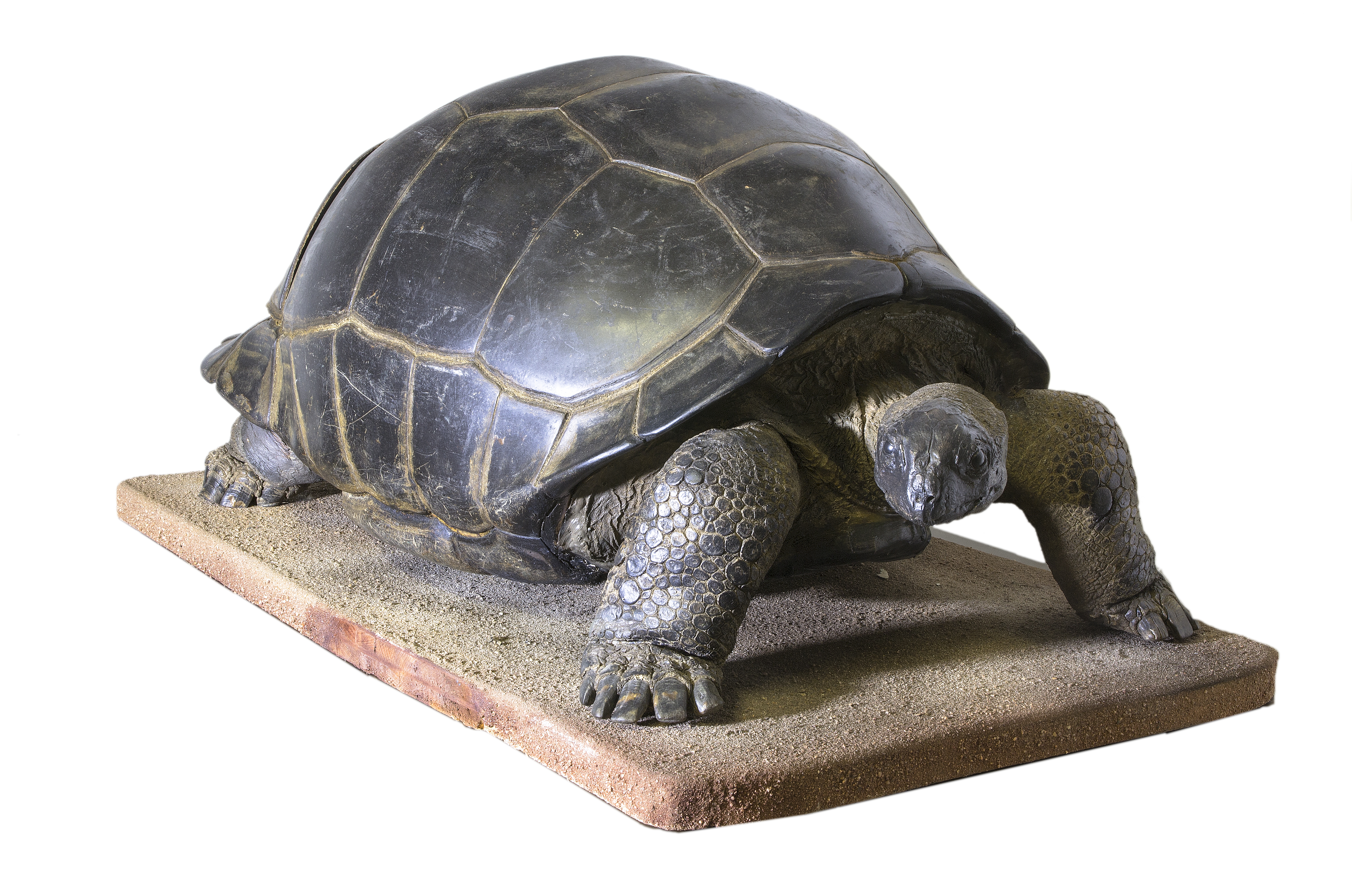
Aldabrachelys gigantea

알다브라코끼리거북(학명: Aldabrachelys gigantea)은 거북목 땅거북과에 속하는 땅거북의 일종으로, 현존하는 거북 중에서도 갈라파고스땅거북과 비슷한 크기를 가지는 대형종이다. 서인도양 전역은 물론 호주와 남극을 제외한 모든 대륙의 군도 지역에까지 살았던 흔적이 화석으로 남아 있지만, 현재는 세이셸에 위치한 인도양의 알다브라 환초에 15만 마리 이상 분포하며, 전세계적으로는 22만 마리 가량이 남아 있다.

## 아종
- 알다브라코끼리거북속 (Aldabrachelys)
  - 알다브라코끼리거북 (Aldabrachelys gigantea)
    - A. g. arnoldi
    - † A. g. daudinii
    - A. g. gigantea
    - A. g. hololissa

  - † Aldabrachelys abrupta
  - † Aldabrachelys grandidieri